# Mario Bonomo
Mario Bonomo (* 25. Januar 1912 in Asiago; † 28. August 1983 ebenda) war ein italienischer Skispringer und Nordischer Kombinierer.

## Werdegang
Bonomo gewann 1931 hinter Ino Dallagio die Silbermedaille bei den italienischen Meisterschaften. Ein Jahr später gewann er Bronze, bevor er 1933 erneut Silber gewann. 1934 gewann er erstmals den italienischen Meistertitel. Bei den Olympischen Winterspielen 1936 in Garmisch-Partenkirchen konnte Bonomo das Springen von der Normalschanze wegen eines Sturzes nicht beenden. Im gleichen Jahr gewann er erneut Silber bei den nationalen Meisterschaften. Die gleiche Medaille gewann er 1938 hinter Riccardo Rodeghiero. 1941 konnte er noch einmal die Goldmedaille gewinnen.
Als Nordischer Kombinierer gewann Bonomo zwischen 1931 und 1934 insgesamt einmal Silber und zweimal Bronze bei italienischen Meisterschaften.